# أرغون (ويسكونسن)
أرغون (بالإنجليزية: Argonne, Wisconsin)‏ هي بلدة تقع بولاية ويسكونسن في الولايات المتحدة. تبلغ مساحتها 280.5 (كم²)، وترتفع عن سطح البحر 507 م، بلغ عدد سكانها 512 نسمة في عام 2010 حسب إحصاء مكتب تعداد الولايات المتحدة .

## وصلات خارجية
- The US50 - Cities and Towns in Wisconsin State
- Wisconsin Cities and Towns, Facts, Map, Flag, Colleges, Government, and More